# Провінційний парк
Провінційний парк (англ. Provincial park) — природоохоронний, рекреаційний парк під управлінням провінційного або територіального уряду в Канаді.
Хоча провінційні парки відрізняються назвою від національних парків, їх організації подібні. Парки часто пропонують багато послуг відвідувачам, зокрема прокат велосипедів, каное або байдарок, місця кемпінгу і пляжі.
У провінції Квебек подібні парки існують під назвою «Національні парки», і управляються Організацією парків Квебеку (фр. Société des établissements de plein air du Québec).